# David Silveria
David Randall Silveria (nascido em 21 de setembro de 1972) é um baterista americano, mais conhecido como o baterista original da banda Korn de 1993 até 2006, quando deixou a banda. Ele então se tornou o baterista do Infinika, que foi formado em 2012, mas se desfez em 2015. De 2019 em diante, David se tornou o baterista da banda Breaking In A Sequence (BIAS).

## Biografia

### 1993 a 2006: Korn
Nascido em San Leandro, no estado da Califórnia, Silveria foi criado em Bakersfield, no mesmo estado. Ele foi um dos cinco membros originais da banda de nu metal Korn. Os colegas de banda Brian Welch, James Shaffer e Reginald Arvizu assumiram pseudônimos, enquanto Silveria e o cantor Jonathan Davis permaneceram usando seus nomes verdadeiros. O Korn foi protagonista em popularizar o subgênero do metal alternativo na indústria da música, vendendo mais de 40 milhões de álbuns em todo o mundo. Silveria ficou de fora de uma parte das turnês "Sick and Twisted 2000" e "Summer Sanitarium" devido a uma lesão, com Mike Bordin do Faith No More ocupando a bateria. David então voltou para a gravação do álbum Untouchables, com a própria explicação de Silveria para o problema sendo que ele "bate muito forte".
Em 13 de dezembro de 2006, após a turnê de apoio a See You on the Other Side, foi anunciado que Silveria entraria em um hiato, e Jonathan Davis disse mais tarde que Silveria "provavelmente não" apareceria no próximo álbum da banda. Desde então, Silveria começou a dirigir seus restaurantes. Em 2009, depois de trabalhar com vários bateristas temporários diferentes, Ray Luzier foi anunciado como o substituto oficial.

### 2006 a 2012: Saindo do Korn e o hiato
Pela primeira vez em três anos, David apareceu promovendo Lil 'Kim em Dancing with the Stars. Ele também se apresentou como "David Silveria do Korn". Em maio de 2010, Silveria apareceu como modelo para roupas da marca Remetee.

#### Comentários sobre o Korn desde a saída
Desde janeiro de 2012, Silveria tem se expressado sobre o seu período no Korn, e e falado negativamente sobre a banda, seus membros e em alguns casos até seus fãs sinceros, durante conversas no site de fãs do Korn, Kornspace. Embora David não mantenha nenhum relacionamento com seus ex-companheiros de banda, ele afirmou que não tem ressentimentos contra o guitarrista James Shaffer. No entanto, Silveria falou com menos carinho do cantor Jonathan Davis e do baixista Reginald Arvizu, como por exemplo chamando Arvizu de "vadiazinha covarde". Silveria afirma que seu relacionamento com o Korn foi problemático devido a eles não o deixarem voltar à banda após sua longa ausência da música. Silveria mencionou, durante sua conversa com os fãs no Kornspace, que ele havia contatado o então ex-membro da banda Brian Welch sobre uma turnê de reunião do Korn, mas Head recusou a oferta. David também confirmou seus comentários de que deixou o Korn devido a "atitudes negativas" e que "não aguentava mais". Ele mencionou naquele momento que não falava com Jonathan Davis desde novembro de 2006. No entanto, depois que foi anunciado que o guitarrista original Brian Head Welch voltaria ao Korn para dois shows no Rock am Ring e no Rock im Park em 2013, David Silveria comentou em sua página no Facebook que ele estaria aberto a uma reunião se todos os cinco membros originais estavam envolvidos.
Em 7 de janeiro de 2013, David Silveria atualizou seu status em sua página oficial do Facebook afirmando: "Os fãs do Korn precisam inundar o site do Korn dizendo que o Korn não é o Korn sem os cinco originais!!!" Ele então disse em um status posterior que os fãs deveriam "inundar o Twitter de Jonathan Davis e Munky para trazer os 5 originais de volta" e mais tarde comentando que ele havia "feito contato", fato depois do qual os fãs começaram a prever que uma reunião completa aconteceria. Em 7 de janeiro de 2013, o guitarrista Brian Head Welch declarou em uma entrevista que "David realmente disse algumas coisas malucas online sobre coisas pessoais e ele não está em um lugar onde as pessoas realmente o queriam por perto. Isso aconteceu antes de eu falar com eles, mas acho que as coisas que ele disse eram realmente loucas. Esses caras estiveram em uma banda juntos por tanto tempo, então eu não sei, mas por enquanto isso simplesmente não vai acontecer."
Em 11 de agosto de 2013, Silveria acessou sua conta pessoal no Facebook para declarar que "há várias coisas que fiz pela banda que eles não gostam de admitir que fiz." Ele então disse em um post posterior que culpou a direção musical "enlatada" da banda depois de Follow the Leader por sua falta de interesse a partir daquele ponto. Em 17 de agosto de 2013, Silveria respondeu às repetidas citações erradas de sua postagem sobre Ray Luzier e Korn com "para ser claro, não estou falando mal de Ray. Minhas postagens têm sido sobre meu trabalho com o Korn durante nossos primeiros anos, especificamente durante nossos três primeiros registros." Silveria afirmou que poderia restaurar o som original do Korn e diz que gostaria de ter uma conversa com a banda sobre seus primeiros dias, o futuro da banda e o som original do Korn. No entanto, Jonathan Davis declarou no Twitter que "Nunca, nunca mais tocarei com ele" (o que parece ser uma referência ao título do primeiro single "Never Never", do álbum The Paradigm Shift).
Em 27 de fevereiro de 2015, Silveria declarou que estava processando seus ex-companheiros de banda devido a banda ter se recusado a permitir que ele voltasse ao grupo após uma longa pausa. De acordo com o TMZ, Silveria está processando os outros quatro membros originais da banda em um esforço para recuperar o dinheiro devido a ele e sua "participação acionária" na banda desde sua saída. Se Silveria receber o que acredita ser devido nos últimos 9 anos, ele encerrará sua parceria com o grupo.

### 2012–2015: Infinika
Em 24 de janeiro, foi anunciado no YouTube que Silveria estava tocando bateria para a banda de rock experimental Infinika, ao lado do cineasta e membro fundador da banda Anyone, Riz Story. Em 27 de janeiro, o fato foi confirmado com um artigo no Blabbermouth. Silveria afirmou que deseja expandir seu escopo musical com o Infinika, acrescentando que foi tecnicamente a bateria mais avançada de sua carreira. Em 30 de janeiro, o site de fãs Kornspace confirmou que David Silveria havia de fato aderido ao site, com uma foto de Silveria segurando um banner do Kornspace. Isso confirmou comentários anteriores, supostamente feitos pelo baterista no site no início daquela semana. David afirmou que faria uma turnê com o Infinika e que estava ansioso pelo lançamento do primeiro álbum completo da banda, "Echoes and Traces".
Em 2 de abril, a nova banda de David Silveria, Infinika, lançou seu novo single e videoclipe via YouTube chamado Beautiful World. O vídeo traz cenas de David gravadas para o clipe promocional do Infinika.
O álbum "Echoes and Traces" foi lançado mundialmente em 1º de setembro de 2014. O álbum possui 14 faixas que variam amplamente do metal acústico ao psicodélico. Silveria afirmou que “a direção da banda seria definida por sua rica mistura de sons e direção imprevisível”. Observando as críticas mistas de alguns fãs do Korn, Silveria afirmou: "Não tenho interesse em me repetir. Eu quero continuar expandindo minha bateria e o Infinika me permite explorar uma grande amplitude da minha bateria".
Em 24 de janeiro de 2015, o Infinika anunciou que a banda seria dissolvida.

### 2016–2018: Saindo da Core10 em direção à Breaking In A Sequence (BIAS)
David Silveria afirmou que se juntaria a uma banda com o nome de Core10 em sua página do Facebook. Em 22 de maio de 2018, foi anunciado que Silveria e todos os outros membros da banda, exceto seus dois vocalistas, haviam deixado a banda devido a críticas mistas e diferenças criativas.
Silveria então ajudou a formar uma nova banda chamada Breaking In A Sequence (BIAS) com o cantor Rich Nguyen, o guitarrista e vocalista Joe Taback, o guitarrista Mike Martin e o baixista Chris Dorame.

## Equipamento
A seguir está uma lista da bateria e do equipamento usado por David Silveria durante sua carreira no Korn.

### Bateria
Tambores Tama Starclassic Maple
| Kit padrão (1994-2003) - Bumbo 20x18" - Caixa 14x4" Pearl Free Floating - Tom 10x8" (Rack) - Tom 12x9" (Rack) | - Tom 14x12" (Floor) - Tom 16x14" (Floor) - Bumbo 20x16" (Gong Bass Drum) |

Kit personalizado (2003-presente)
- Bumbo 20x18 "
- Caixa Signature 14x6,5 "
- Tom 10x5,5" (Rack)
- Tom 12x6,5" (Rack)
- Tom 15x15 (Floor)
- Tom 16x16 (Floor)
- Bumbo 20 x 16" (Gong)

### Pratos
Pratos Paiste (da esquerda para a direita)
1994
- 2002 RUDE 15 "Hi-Hat
- 2002 RUDE 18 "Crash / Ride
- 2002 RUDE 18 "China
- 2002 RUDE 10 "Splash
- Signature 8 "Bell
- 2002 RUDE 18 "Crash / Ride
- 2002 RUDE 22 "Power Ride
- 2002 RUDE 14 "Hi-Hat Sound Edge
- 2002 RUDE 20 "Ride / Crash
- Sound Formula 13 "Mega Cup Chime

1999
- Chimbal Pesado 15 "Assinatura
- 2002 8 "Cup Chime
- China Pesada de 18 "Assinatura
- Signature 8 "Bell
- Signature 18 "Power Crash
- Signature 10 "Splash
- Signature 18 "Power Crash
- Assinatura 20 "Power Ride
- Hi-hat exclusivo de 15 "Sound Edge
- Signature 20 "Power Crash
- Sound Formula 13 "Mega Cup Chime

2006
- China Pesada de 18 "Assinatura
- Signature 18 "Power Crash
- Signature 8 "Bell
- Chimbal Pesado 15 "Signature (Personalizado)
- Signature 8 "Splash
- Signature 10 "Splash
- Signature 18 "Power Crash
- Assinatura 20 "Big Bell Ride (protótipo)
- Chimbal Signature 14 "Sound Edge
- China Pesada de 18 "Assinatura
- Signature 20 "Power Crash
- Chime Mega Cup 13 "exclusivo

2015
- 2002 18 "China
- 2002 5 7/8 "Cup Chime
- 2002 14 "Chapéu Pesado
- 2002 19 "Power Crash
- 2002 8 "Splash
- 2002 10 "Splash
- 2002 19 "Power Crash
- 2002 18 "Giga Bell Ride
- 2002 14 "Hi-Hat Sound Edge
- 2002 20 "Crash

## Vida pessoal
Silveria casou-se com Shannon Bellino em 1997, mas o casal se divorciou alguns anos depois; eles têm dois filhos juntos: David James Jr. (n. 1997) e Sophia Aurora (n. 1999). Mais tarde, David se casou com Victoria Silveria.

## Discografia
Com o L.A.P.D
- James Brown (também conhecido como Love And Peace Dude EP) (1989)
- Who's Laughing Now (1991)
- LAPD (1997)

Com Korn
- Korn (1994)
- Life Is Peachy (1996)
- Follow the Leader (1998)
- Issues (1999)
- Untouchables (2002)
- Take a Look in the Mirror (2003)
- See You on the Other Side (2005)

Com Infinika
- Echoes and Traces (2014)